# Cerro Doña Inés

El Cerro Doña Inés es un volcán ubicado en Chile a 40 kilómetros al este de El Salvador. En su cumbre, a 5.092 metros de altura sobre el nivel del mar, se encuentran las ruinas de un santuario inca que servía para adorar a los dioses Sol y Luna.[cita requerida] La Leyenda cuenta que este volcán fue bautizado con el nombre de doña Inés por Inés de Suárez.